# パチンコ大賞
パチンコ大賞（パチンコたいしょう）は、1990年にソフィアが開発し、西陣が発売したパチンコ店店員を主人公とした羽根モノパチンコ機。

## 概要
- 役物内のパチンコ店店員のオヤジが頭上に持ち上げるドル箱の中に玉が貯留され、箱をひっくり返してVを狙うという大当たり時のコミカルな動きが人気となった。
- 役物内は上下２段のステージ構造となっており、羽根に拾われた玉はまず上段ステージ奥へ向かい、カウントセンサーを経由して下段にいるおやじの頭上へと落下する。
- 通常時は下段ステージが奥に向かって傾いており、入賞球はオヤジの足元にある突起の影響を受けながら奥の中央にあるVゾーンに向けて転がる。
- 役物入賞球のほとんどはオヤジの足元にある突起によって左右に散らされ、そのままハズレ穴へ直行してしまう。
- 大当たり時はハズレ4カウントまでは通常時と同じ動きだが、5カウント以降はオヤジがドル箱を頭上に持ち上げ、そこに最大6個まで貯留する。
- 9カウントで下段ステージの傾きが手前方向に変わると同時にオヤジがドル箱を降ろして貯留解除となり、その際手前に出現したVゾーンへ入賞すれば継続となる。
- オヤジの持つドル箱の底部分には中央に突起があったため、貯留玉の数は偶数個よりも奇数個の方が継続しやすい傾向があった。
- 本機に登場するオヤジは、後に発売された西陣製パチンコのいくつかにも登場する西陣キャラのひとつとなる。
- 2009年には「CRAパチンコ大賞」としてリメイク作が発表されている（デジハネタイプ）。
- 後に本機をモチーフとしたパチスロ機、『パチスロ大賞S』（西陣、2002年）がリリースされている。

## スペック
- 『パチンコ大賞13』（1990年）
  - 賞球数 13 大当たり最高継続 8R

- 『パチンコ大賞11』（1990年）
  - 賞球数 11 大当たり最高継続 8R